# Богатирка
Богатирка — село в Україні, в Ставищенській селищній громаді Білоцерківського району Київської області. Розташоване на лівому березі річки Тарган (притока Росі) за 13 км на північний захід від селища Ставище та за 3,5 км від автошляху М05. Населення становить 388 осіб.

## Населення

### Мова
Розподіл населення за рідною мовою за даними перепису 2001 року:
| Мова       | Кількість | Відсоток |
| ---------- | --------- | -------- |
| українська | 384       | 98.97%   |
| російська  | 4         | 1.03%    |
| Усього     | 388       | 100%     |

## Відомі люди
- Богдан Залеський (2 лютого 1802 — 31 березня 1886) — польський поет «української школи» доби романтизму.

## Галерея

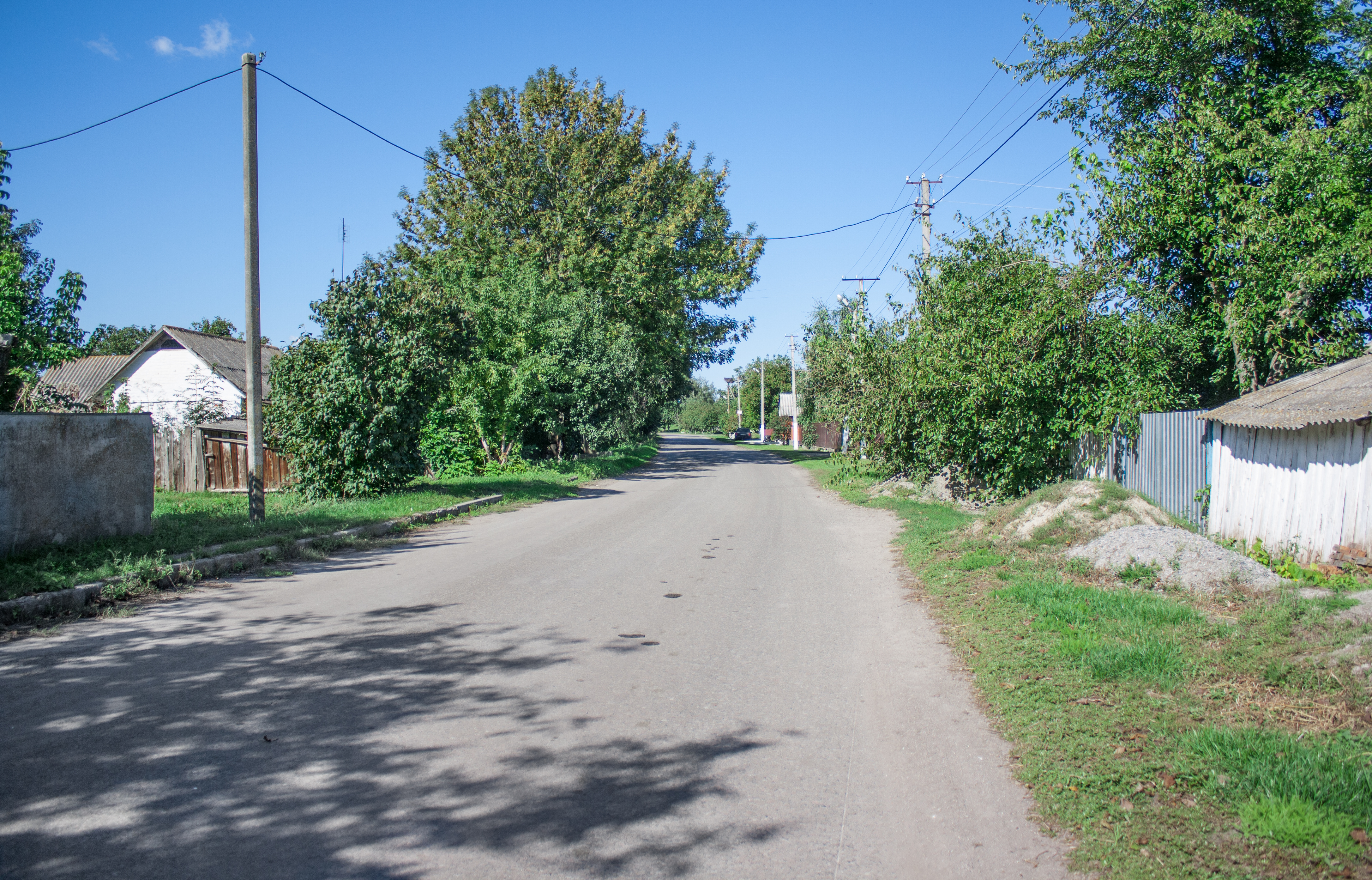
Вулиця Шевченка
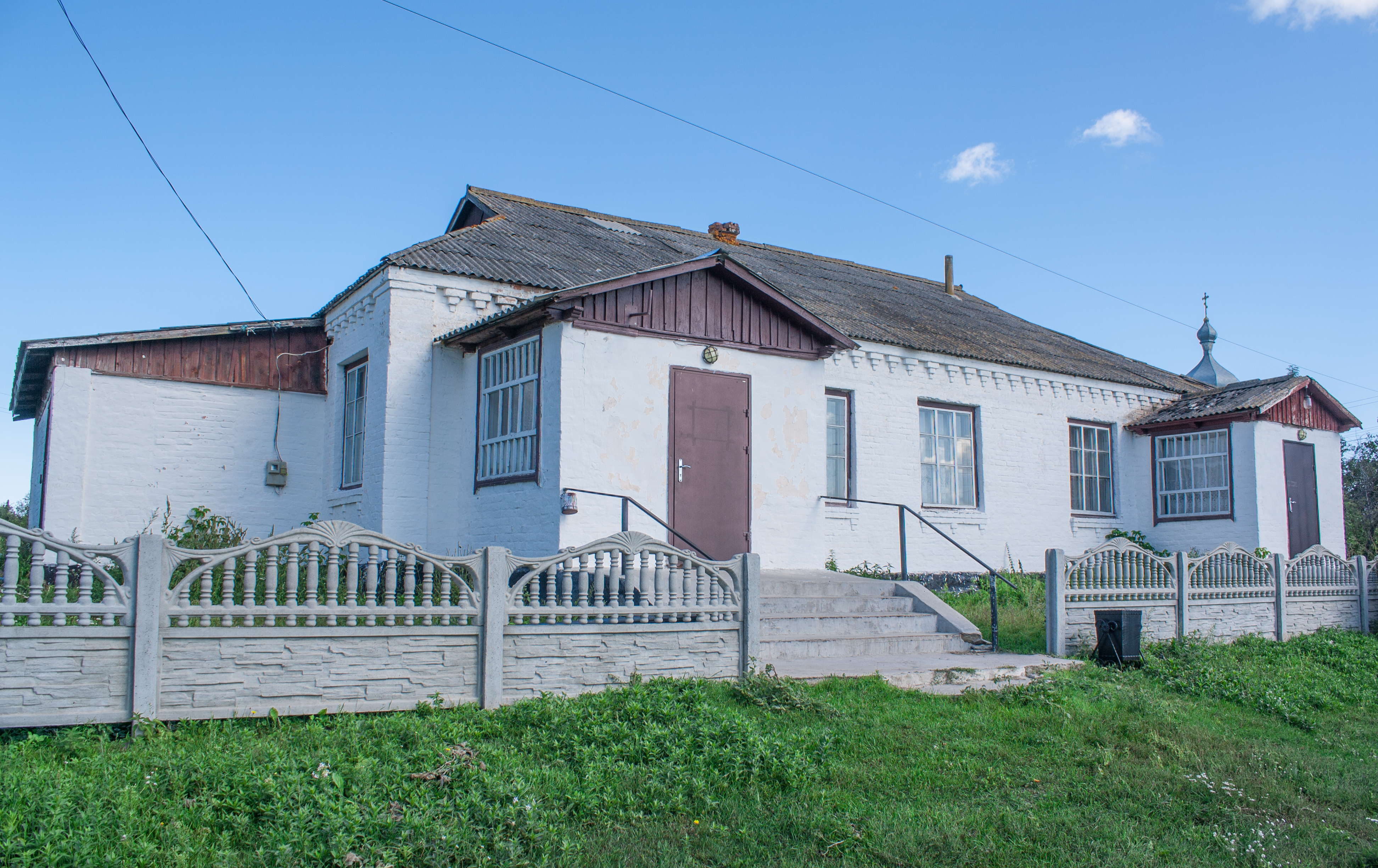
Клуб
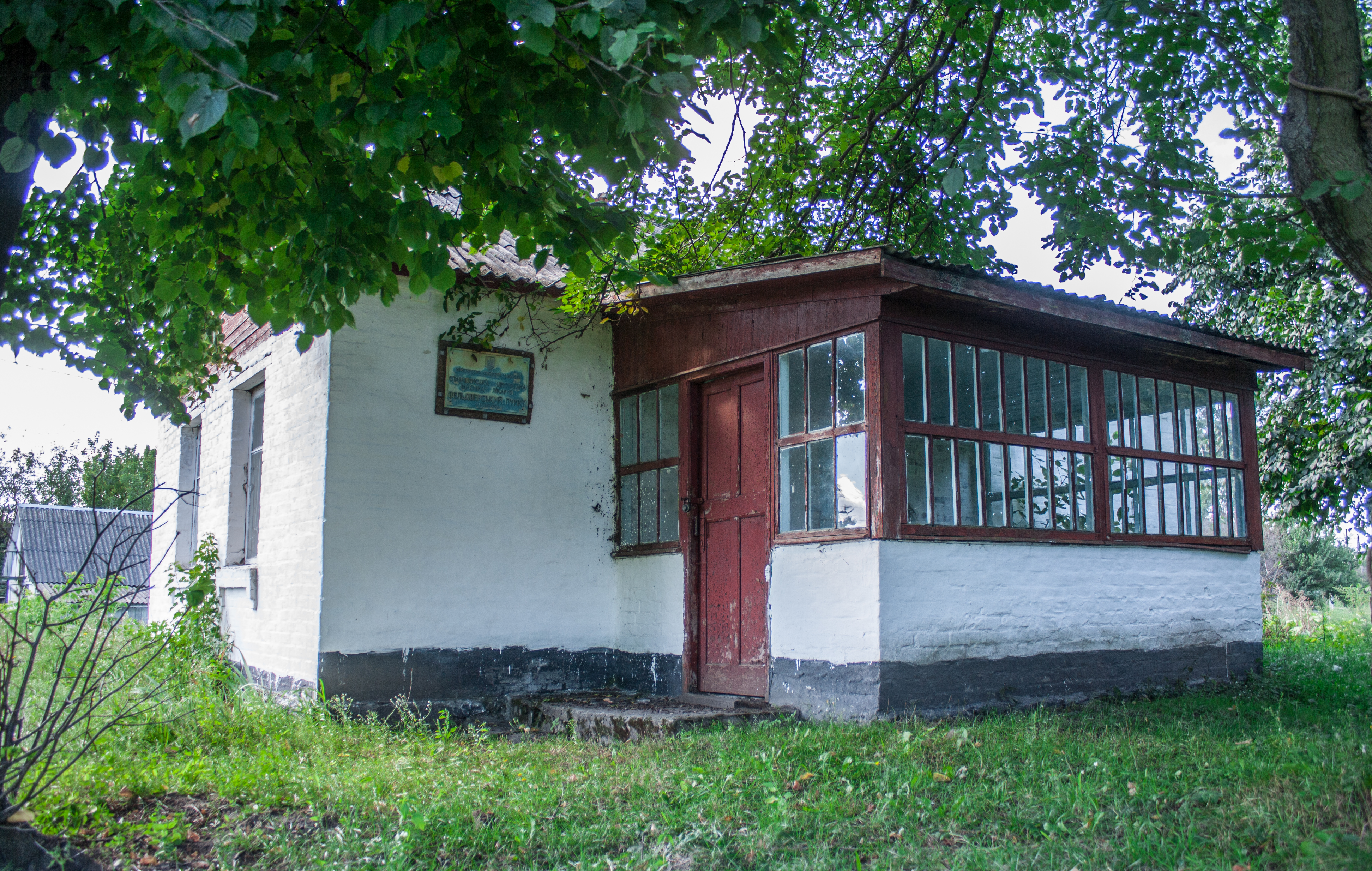
Фельдшерський пункт
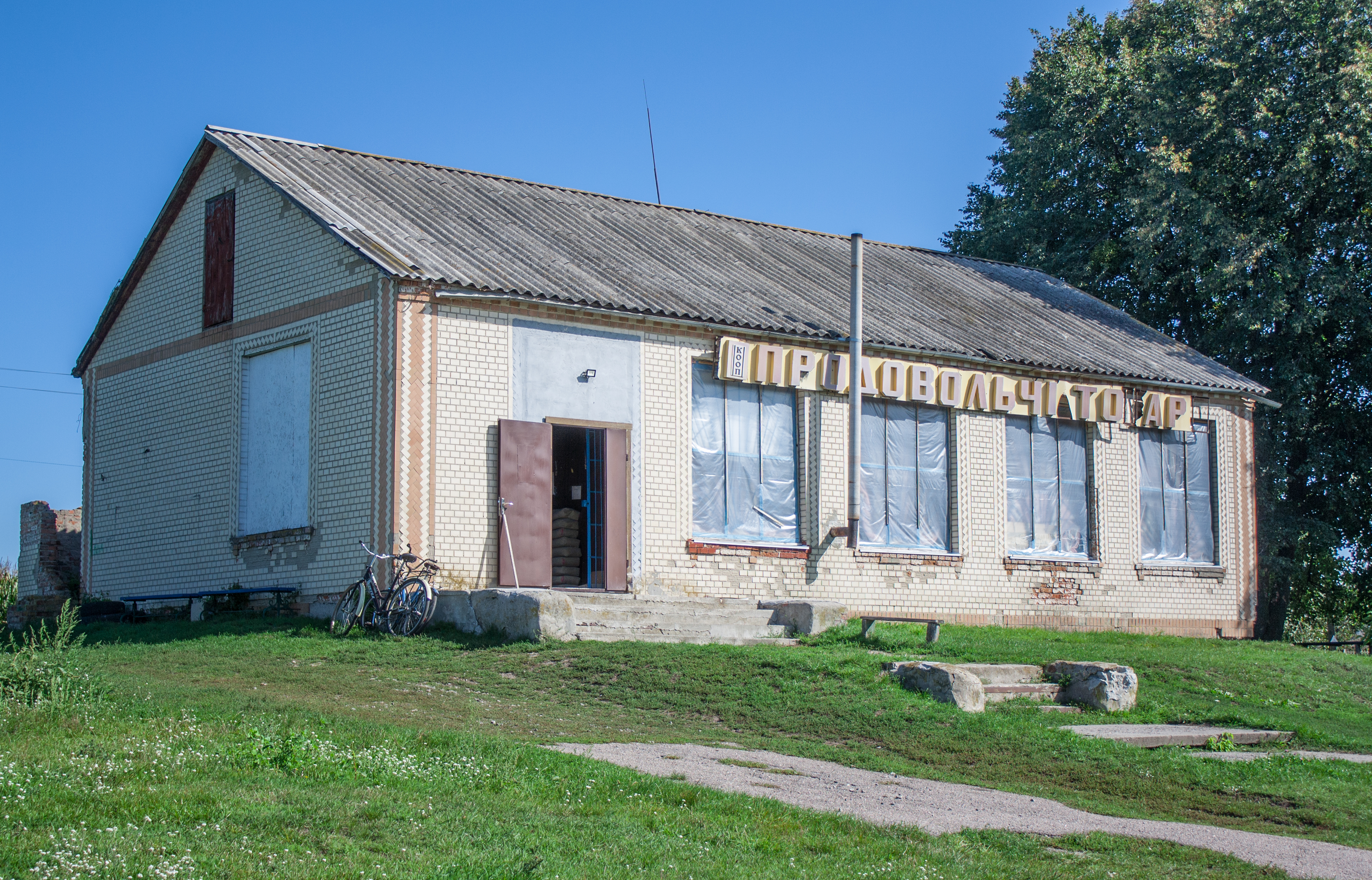
Магазин
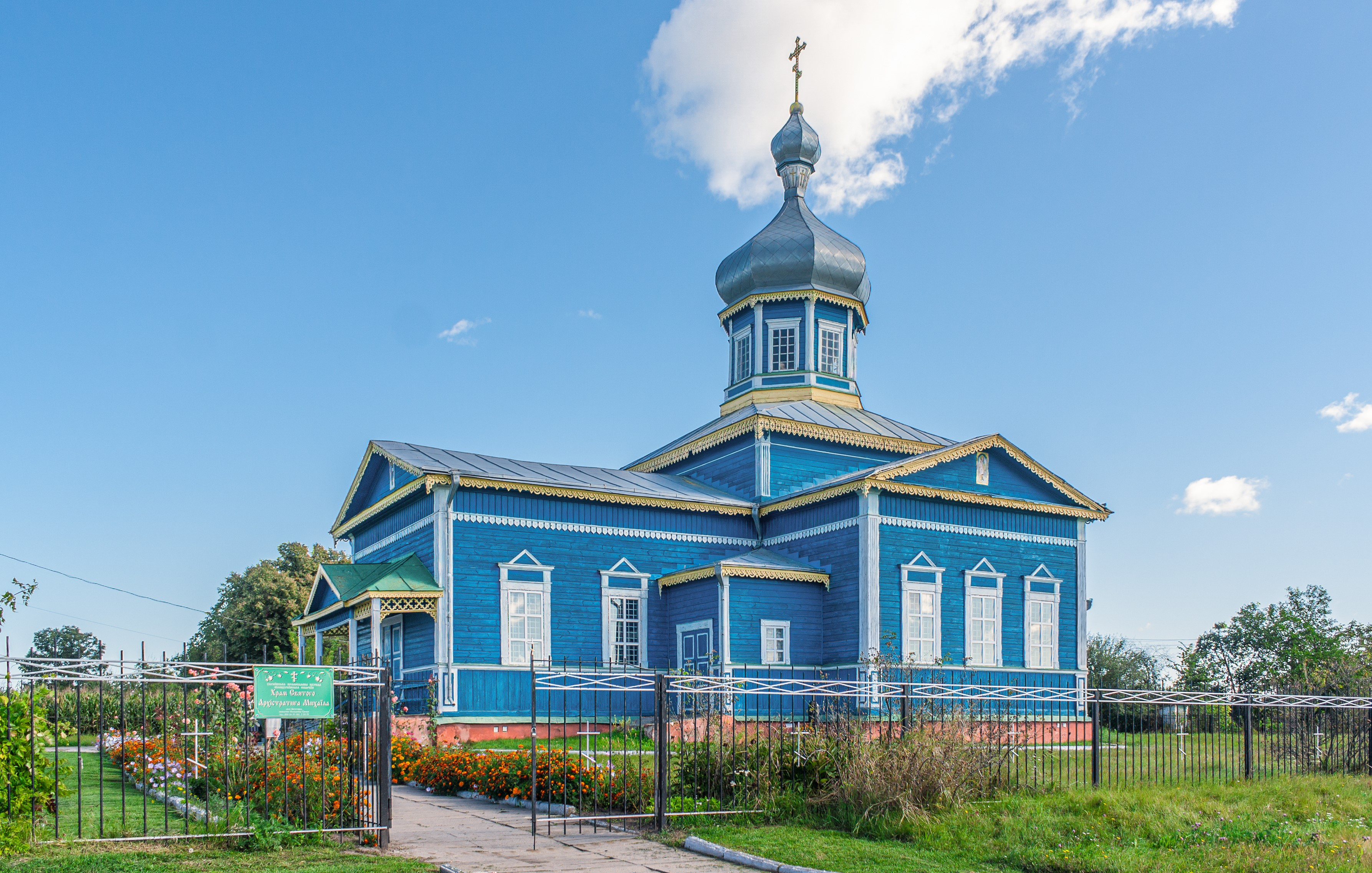
Свято-Михайлівська церква (1894 р.)
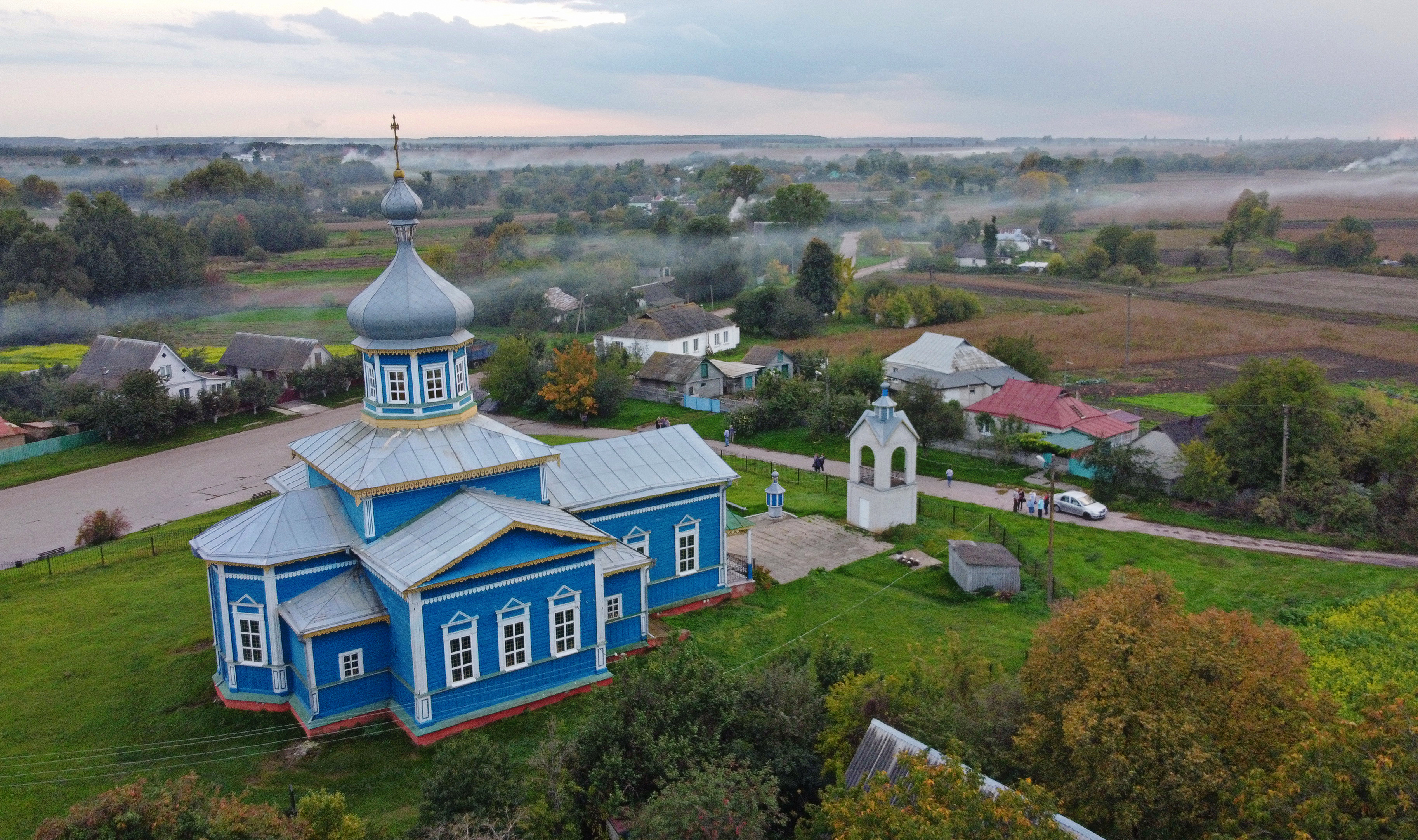
Свято-Михайлівська церква (1894 р.)